# Dremomys lokriah
Dremomys lokriah là một loài động vật có vú trong họ Sóc, bộ Gặm nhấm. Loài này được Hodgson mô tả năm 1836.

## Phân bố
Loài này được tìm thấy ở Bangladesh, Trung Quốc, Ấn Độ, Myanmar, Nepal và Bhutan.